# Amphinemura ludinganus
Amphinemura ludinganus är en bäcksländeart som beskrevs av Li, W. och Ding Yang 2008. Amphinemura ludinganus ingår i släktet Amphinemura och familjen kryssbäcksländor. Inga underarter finns listade i Catalogue of Life.